# 约翰·L·赫姆
约翰·拉鲁·赫姆（英語：John LaRue Helm，1802年7月4日—1867年9月8日）是美国肯塔基州的第18任和第24任州长，不过他的实际在职时间一共还不到14个月。他还先后当选为哈丁县在肯塔基州议会两院中的代表，并四度获选担任肯塔基州众议院议长。1838年，他参选联邦众议员，但最终不敌对手威利斯·格林（Willis Green）。
赫姆于1826年首度当选肯塔基州众议员，该议席每届任期仅有一年，但从1826到1843年间，他一共任职了11年。1844年，赫姆当选为州参议员，然后一直担任这一职务直至获选成为辉格党的副州长候选人，是州长候选人约翰·J·克里滕登的竞选搭档。辉格党在这场选举中获胜后，克里滕登于1850年7月底接受美国总统米勒德·菲尔莫尔的指派出任美国总检察长，赫姆也因此继任成为州长。州长任期结束后，赫姆成为当时已深陷运营困境的路易斯维尔和纳什维尔铁路公司总裁。他自掏腰包，投入了数万美元，并努力说服铁道主干线沿途居民出资购买公司股票。1859年铁路建成，但次年他就因与董事会就是否应该把铁路延长至孟菲斯存在分歧而辞职。
南北战争期间，赫姆曾公开反对分裂，但北军还是认为他对联盟抱有同情。1862年9月，他因同情南方邦联的罪名被捕，幸而在转送路易维尔监狱时由州长詹姆斯·F·罗宾逊（James F. Robinson）认了出来并将他释放。内战结束后，赫姆成为民主党人，并于1865年再度获得哈丁县选民支持重返州参议院。1867年，赫姆成为该州民主党的州长候选人，虽然身体状况每况愈下，但他还是在全州进行了积极的竞选演说并赢得普选。由于身体太过虚弱，他已无法前往法兰克福举行就职典礼，因此州政府官员安排他于1867年9月3日在自己家中宣誓就职，仅仅五天后，约翰·拉鲁·赫姆就在任上与世长辞，享年65岁。

## 早年生活
约翰·L·赫姆生于1802年7月4日，他的爷爷托马斯·赫姆（Thomas Helm）于1780年從弗吉尼亚州的威廉王子县迁至肯塔基州，在哈丁县的伊丽莎白附近定居。他的父亲乔治·B·赫姆（George B. Helm）以务农为生，同时也是位政治家，母亲丽贝卡·拉鲁·赫姆（Rebecca LaRue Helm）是当地一个显赫开拓者家庭的后代，两人一共有九个孩子，约翰是其中的长子:68。
赫姆就读当地的公立学校并师从教育家达夫·格林（Duff Green）:16-17。但14岁那年家中陷入了严重的经济困境，他为此只能辍学到家里的农场做工:18。1818年，赫姆在哈丁县巡回法庭书记员塞缪尔·海克拉夫特（Samuel Haycraft）手下找了份待遇更好的工作:18，并向后者学习法律，于1821年进入本·托宾的律师事务所工作。
这段时间里，赫姆的父亲前往德克萨斯州经商，试图改善自己的财政状况，但也于1822年在该州逝世:15-16，身为长子的赫姆因此需要担上照料母亲和众多弟弟妹妹的重任。他于1823年获得律师从业资格，同年米德县予以成立。当时该县还没有做从业律师，所以赫姆虽然还是在哈丁县生活，但却成了米德县的县检察官。他的业务量迅速增长，很快就足以还清父亲的债务并买下赫姆家族的宅基地。从1832年到1840年，他在这片土地上建起了赫姆广场（Helm Place），终其一生都将以这里作为自己的家。
1823年，赫姆结识了联邦众议员本杰明·哈丁，一次两人正在商谈事宜时，哈丁14岁的女儿露辛达走进房间给父亲看自己所绘的一幅地图。赫姆之后表示自己对露辛达一见钟情，并随即开始展开追求。两人交往了七年后于1830年结婚，一共生了六个女儿和五个儿子:68:23。本杰明·哈丁·赫姆是他的其中一个儿子，曾是美国内战期间南方邦联军队的将军，在奇卡莫加战役中战死。

## 政治生涯

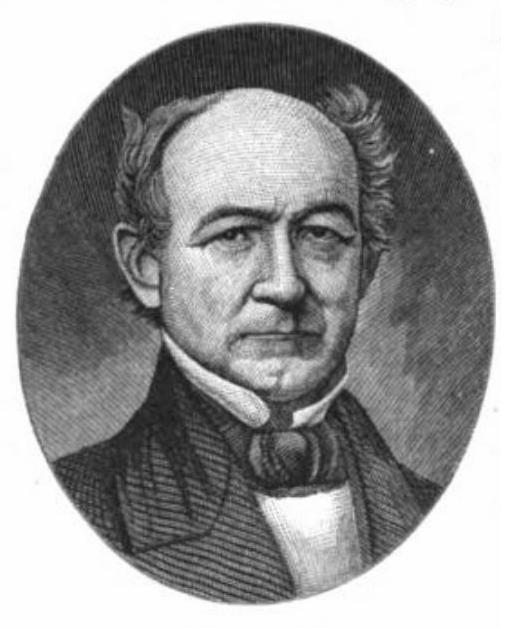
赫姆的版画肖像

赫姆学习法律期间，肯塔基州存在一个重大的政治问题，即新老法院争议一事。由于1819年大恐慌的影响，肯塔基州人要求减免债务。肯塔基州议会为此通过了一项法案，宽限债务人两年的偿还期限，除非债权人愿意接受联邦银行发行的贬值纸币。但是肯塔基州上诉法院宣布这条法案违反了美国宪法的契约条款，因此是无效的。愤怒的州议员试图弹劾上诉法院法官，但又缺乏所需的三分之二多数。于是他们通过法案废除了上诉法院，并以一个新的法院代替，其中的法官由偏向支持缓解债务期间的州长约翰·亚岱尔指派，更支持立法部门通过的法案。这样的做法导致了管辖权上的争议，新老两个法院都自称是肯塔基州的最高法院。:21-23
整个1825年，赫姆多次在哈丁及周边多个县发表演讲并散发传单，为老法院摇旗呐喊:23。1826年，他以辉格党人身份竞选肯塔基州众议院议席:69，赫姆赢得这场选举时还只有24岁，成为该州最年轻的州众议员之一。1826年，州议会两院中支持老法院的议员都占了多数，于是通过法案废除了新法院:23-24。
肯塔基州众议员的任期只有一年，赫姆从1827到1830年每年都成功连任，并且之后的1833到1837年也获得连任。1835和1836年，赫姆担任州众议院议长。1837年，议长位置的争夺在赫姆、詹姆斯·特纳·莫尔黑德（James Turner Morehead）和罗伯特·P·莱彻（Robert P. Letcher）三人间展开:56，经过九轮投票仍未分出胜负后赫姆退出竞争，最终莱彻当选议长:56。
1838年，赫姆参选联邦众议员，但最终不敌威利斯·格林，这也是他仅有的一次竞选联邦公职。1839年他再度当选州众议员，并在1842和1843年连任，后两年还担任众议院议长。1843年，肯塔基州议会提议将哈丁县的一部分建立成一个新的县，并命名为赫姆县来向他致敬:10，对此没有几个议员投反对票，赫姆最终谢绝了这一荣耀，他提议将新县命名为拉鲁县，以自己母亲的姓氏命名，她的许多家人仍然生活在这片区域，这一提议最终获得了一致通过:10。

### 副州长和州长

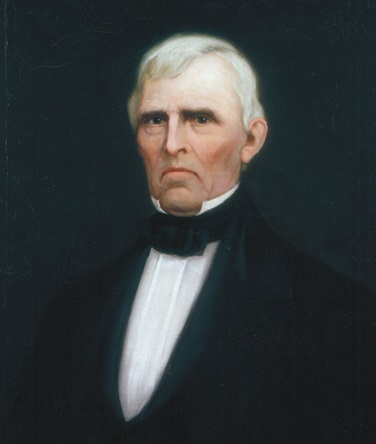
约翰·J·克里滕登，赫姆曾于1850年7月31日接替他的州长职位。

1844年，赫姆当选肯塔基州参议员并任职到1848年。这年他成为辉格党的副州长候选人，州长候选人则是约翰·J·克里滕登。赫姆在普选中击败了民主党对手约翰·普雷斯顿·马丁（John Preston Martin）。肯塔基州在赫姆担任副州长期间面临的主要政治问题就是是否要制订一部新的州宪法:10。1848年担任州参议员时，赫姆曾投票支持该州公民通过全民公决来决定这个问题，但在看过制宪会议所制订的文稿后，他反对将之批准:10。1850年他在一次对州参议院发表的演说中宣称：“我支持改革，但不支持革命。我支持修宪，但不是要把其中包含的一切重要原则全部抹杀”:34。他特别反对其中建立一个民选司法部门的方案。这一立场导致他和自己的岳父本杰明·哈丁之间产生了严重的分歧:34，两人直到1852年哈丁临终前才达成和解:34。新的宪法于1850年通过，同年六月，赫姆已开始鼓励人们去尝试接受:11。
1850年7月31日，州长克里滕登辞职接受总统米勒德·菲尔莫尔担任总检察长的任命，赫姆因此继任成为州长。担任州长期间，赫姆否决了立法部门一项通过从州偿债基金抽资来掩盖公立学校基金赤字的方案，但州议会之后推翻了这一否决:69。他促请州议会为肯塔基州矿产储量调查以及农业和制造业资源普查提供资金:69，他还呼吁为交通基础设施投入资金，提升法官的薪酬水平以期吸引到更有能力的法学家出任公职:69，并试图对携带隐蔽式致命武器下达禁令:69。然而，立法部门没有采纳这其中的任何一项改革建议:69，赫姆唯一在州议会取得进展的提议只有选举改革:69。

## 路易斯维尔和纳什维尔铁路公司总裁
赫姆曾在1852年美国总统选举中担任总统选举人，他支持的是温菲尔德·斯科特。接下来的12年里，他开始弃政经商。早在1836年时，赫姆就一直主张建设路易斯维尔和纳什维尔铁路:11-12。1854年10月2日，他成为该铁路公司的第二任总裁:9。前任总裁由于与路易维尔市议会间的分歧而被迫出局，这条铁路的建设也已基本废弃:8-9。
赫姆努力说服铁路主干线沿线的居民，告诉他们这条道路将会带来可观的经济效益:11。他说服了其中许多人为铁路建设用地提供帮助，并接受公司股票作为报酬，还成功地说服这些区域的人们购买股票:69:11。劳动力成本的上升和原料运输过程中遇到的困难令支出大幅上升，远远超过了起初的预算，赫姆一度自掏了20000美元（1856年美元，相当于70萬2025年美元）腰包购买公司债券:12。与此同时，一些人士指责赫姆对该公司管理不善:12。1857年，铁路公司终于时来运转，路易维尔市为铁道建设提供了30万美元（1857年美元，相当于1012萬2025年美元）财政援助，铁路也于1859年10月18日建成:12, 14。由于赫姆的影响，铁路章程中还特别规定所有途经伊丽莎白的列车都需要在该镇停靠:12。
铁道建成时，无论是在公路内部还是外部都有人公开呼吁赫姆辞职，这主要是因为他支持将铁路扩展至田纳西州的孟菲斯。要做到这一点，路易斯维尔和纳什维尔铁路公司必须先修好鲍灵格林到格思里的铁道:20，再并入孟菲斯和俄亥俄铁路公司所有的一条从克拉克斯维尔出发，穿越州界延伸至孟菲斯的线路:20。支持者相信这一计划在经济上对路易维尔和孟菲斯都有益，还可以减少对沿密西西比河和俄亥俄河从事贸易的依赖:18。反对者则认为这只是为陷入困境的铁路煸动支持的伎俩:18。赫姆在自己1857年的年度报告中对这一扩建计划表示支持:20。
1860年2月4日，公司两位董事会成员写信要求赫姆辞职，声称自己之所以投票支持他担任总裁是因为相信他会在路易维尔到纳什维尔之间的主干线建成后辞职。赫姆认为，自己需要向洛根县居民负责——许多人都直接从他手中买过公司股票——有义务在自己担任总裁任内建成通往孟菲斯的铁路。然而，赫姆与董事会之间的裂痕不断加大，他于1860年2月21日辞职，詹姆斯·格思里继任，通往孟菲斯的铁路最终在同年9月24日建成:22。

## 内战和再度当选州长

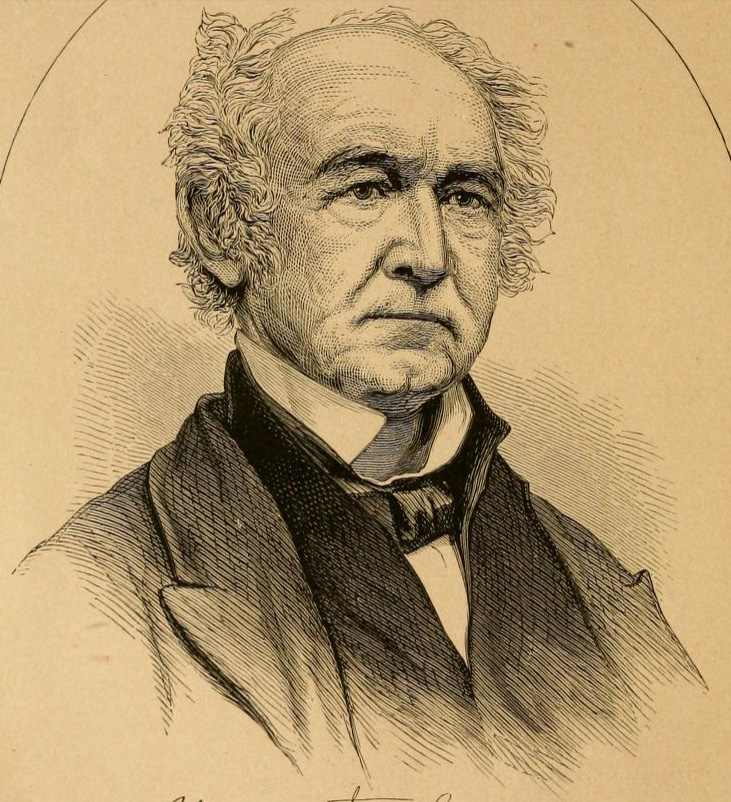
赫姆晚年时期的版画肖像

1861年1月8日，赫姆在路易维尔主持了一次会议，主张肯塔基州在内战中保持中立。他公开反对分裂国家，但也谴责了亚伯拉罕·林肯的当选，以及使用武力强迫南方州就范的做法。由于他没有谴责自己的儿子本杰明加入邦联军队，联邦政府因此认为他对南方抱持同情:73。
得知前州长查尔斯·S·莫尔黑德（Charles S. Morehead）遭到联邦机构逮捕后，赫姆担心自己也会被捕而逃往鲍灵格林。在华纳·安德伍德（Warner Underwood）的干预下他得以返回自己家中，条件是他要宣誓效忠宪法。然而，北军士兵多次进入他的家中，鼓励他的奴隶抛弃他，消耗或破坏他的庄稼。由于州内的法院都因战争而关闭，他也无法通过从事法律工作谋生。很快，他积蓄的财富所剩无几，只能通过借债来维持家庭生计。:73-75
1862年9月，赫姆和哈丁县另外多位居民一起被北军的诺克斯上校逮捕。在伊丽莎白监禁了数天后，囚犯需要转运到路易维尔。碰巧当时的肯塔基州州长詹姆斯··罗宾逊在一群囚犯中认出了赫姆，并通过与耶利米·博伊尔（Jeremiah Boyle）协商而令他获释。回到家后不久，赫姆得知自己的儿子本杰明已在在奇克莫加战役中战死。:75-77
战争结束后，赫姆成为民主党人，于1865年回归州参议院。任期内他主持联邦关系委员会，反对针对以前邦联国成员的惩罚和限制性法律:69。1866年1月22日，他在州参议院针对联邦国会在内战期间的所做所为提出抗议:79，谴责重建修正案把那些由各州保留的权力授予联邦政府，并且这样的宪法修正案还是在南方州被排除在国会之外的情况下通过的:79-80。他还谴责了自由民局的成立和运作:82。1月29日，赫姆提出法案在路易维尔筹办一次会议，为总统安德鲁·约翰逊及其恢复邦联的努力提供支持:84。
1867年，肯塔基州民主党大会在法兰克福召开，赫姆和约翰··史蒂文森分别获选为该党的州长和副州长候选人:84。赫姆接受了提名并辞去州参议院的职位。虽然身体虚弱，但他还是决定向全州进行游说:86。他继续呼吁抛下成见，停止对内战前及期间曾站在南方邦联一边的人士实行的限制和禁令。最终赫姆在普选中击败了共和党对手西德尼·巴恩斯（Sidney Barnes）以及第三党派候选人，法官威廉··金基德（William B. Kinkead）。
艰苦的竞选对赫姆本已虚弱的身体雪上加霜，他已经无法前往法兰克福参加自己的就职典礼，因此州政府官员安排他于1867年9月3日在自己家里宣誓就职。州务卿在哈丁县法院宣读了州长的就职演说文稿:69，其中重申了赫姆为前邦联支持者去除政治障碍的意向:70，并指责国会插手各州事务:70。不过他虽然承诺为黑人提供保护，但却反对给予黑人选举权:70。
1867年9月8日，约翰·拉鲁·赫姆在担任第24任肯塔基州州长仅五天后逝世，享年65岁。他下葬在赫姆广场的家族墓地，赫姆广场也于1976年11月9日成为美国国家史迹名录之一:1。

## 扩展阅读
- Morton, Jennie Chinn. . The Register of the Kentucky Historical Society. 1905-09, 3: 11–14.